# Georges Bizet
Georges Bizet, francoski skladatelj, * 25. oktober 1838, Pariz, Francija, † 3. junij 1875, Bougival pri Parizu.

## Življenje
Rodil se je v pariški družini glasbenikov in umetnikov kot Alexandre-César-Léopold, a so ga krstili za Georgesa. Njegov oče je bil profesor petja in povprečen skladatelj, mati in sestra sta bi bili dobri pianistki, eden od stricev pa je bil igralec. Starši so prvi učili malega Georgesa, ki je že kmalu pokazal veliko ljubezni do glasbe. Oče ga je z zvijačo spravil na pariški glasbeni konservatorij, ko mu je bilo komaj deset let. Na dom je povabil posebno strogega učitelja in ga prosil, naj zaigra na klavirju zapleten akord. Iz sosednje sobe je otrok imenoval zaigrane note. Tako je bil sprejet v razred klavirja, potem v razred harmonije in kontrapunkta. 
Leta 1859 je potoval po Italiji, obiskal je Neapelj, Ravenno, Benetke, Padovo, Verono in Milano, potem pa se je vrnil v Pariz, kjer je umirala njegova mati.
Zaposlil se je v Operi in pisal gledališka, simfonična in zborovska dela. Ob smrti učitelja Jacquesa Halévyja je Bizet hotel dokončati njegovo delo Neo. Oženil se je z njegovo hčerko Geneviéve, omikano in razumno žensko, ki je imela tudi po Bizetovi smrti literarni salon, kamor so zahajali umetniki, diplomati in plemiči. Z Geneviéve sta imela sina Jacquesa.
Leto 1870 je bilo kritično za Francijo. Ko je izbruhnila vojna s Prusijo, je Bizet stopil v Narodno gardo in bil priča tragičnemu porazu pri Sedanu. Ko je spet nastopil mir, je skladatelj, ki so ga mučili gmotne težave in še vedno ni doživel želenega ugleda, spet začel zagrizeno delati. O 16 letu je že napisal Simfonijo v C-duru. Bizet se je preživljal s poučevanjem, delal je za glasbene založnike in pisal priredbe za orkester. V tem času je njegovega duha znova pritegnila kužna svetloba, ki ga je prevzela na potovanju v Rim nekaj let pred tem, in osredotočil se je predvsem na očarljivost in osuplost, ki ju je v njem budilo mesto Arles v Provansi. Njegovo zdravje pa je bilo zelo načeto. V začetku junija, po dokaj hladnem sprejemu te opere, se je Bizet preselil na podeželje v upanju, da bo okreval, in se spopadel z novim izzivom, Le Cidom, pa tudi z njegovimi deli. Toda njegovo zdravje se je poslabšalo, umrl je verjetno zaradi zastrupitve krvi ali srčne napake.

## Pomembna dela
S 16. leti je že napisal Simfonijo v C-duru, nato pa kantati David ter Klovis in Klotilda (Clovis et Clotilde). Slednja mu je leta 1857 prinesla rimsko nagrado in so jo zaigrali v koncertni dvorani pariškega konservatorija. Rimska nagrada je omogočila mlademu Bizetu bivanje v tem mestu. Tu je preživel tri leta in napisal opero buffo Don Procopio v dveh dejanjih, simfonično in koralno odo Vasco da Gama ter Skerzo in Žalno koračnico (Scherzo et Marche funebre).
Po vrnitvi v Pariz je nastalo delo Emirjeve gusle (La Guzla de l'émir). Zelo kmalu se je osredotočil na opero, ki mu jo je predlagal gledališki direktor; tako so nastali Lovci biserov (Les Pecheurs de perles), opera v treh dejanjih. Prvič so jo uprizorili septembra 1863 in jo je kljub sovražni kritiki občinstvo dobro sprejelo.
Naslednjih del skladatelj ni dokončal. Garal je, ko dokazuje dejstvo, da je veliko pisal, toda potem je napisano sežgal. 
Dokončal pa je opero Vesela deklica iz Pertha (La Jolie Fille de Perth) po romanu Walterja Scotta. Partitura opere Ivan IV. se je izgubila; našli so jo dosti kasneje in objavili šele leta 1951. Pretekli sta dve leti, preden se je pokazal v javnosti s komično opero v enem dejanju Djamileh. Ustvaril je Arležanko po besedilu Alphonsa Daudeta, katere premiera je bila 1. oktobra 1872 v gledališču Vaudeville.
Glasba Arležanke tedaj ni bila preveč cenjena. Iz njega sta nastali dve suiti za orkester (eno je napisal Bizet, drugo pa je po njegovi smrti izdal prijatelj Ernest Giraud) in sta bili kasneje priljubljeni koncertni skladbi. Občinstvo pozna prvo suito še posebej po priredbi tradicionalne Koračnice treh kraljev. V Aležanki se kaže zelo bistroviden Bizet, poln življenjske energije, tak pa je bil tudi v genialni operi Carmen. 

### OperaCarmen
Bizet je Carmen zložil med letoma 1873 in 1874. Znamenita zgodba o zapeljivi ciganki je pravzaprav ljudska drama nebrzdane strasti. To je zgodba o Carmen, za katero je ljubezen zgolj razvedrilo, zato nehote povzroča propad številnih moških. Zapelje tudi desetarja don Joséja in ga prepriča, da se zaradi ljubezni upre svojim nadrejenim. Don José se odreče ugledu in pridruži skupini tihotapcev, med katerimi živi tudi Carmen. Sreča je kratkotrajna, saj dekle Joséja zaradi nove ljubezni zapusti. Fant izgubi razum in se krvavo maščuje. S Carmen je Bizet ustvaril edinstveno delo. Uspelo mu je napisati realistično opero, s katero se težko kosajo tudi največje mojstrovine sorodnega italijanskega verizma. Dobro oblikovani značaji in tragičnost zgodbe so zelo prepričljivi, saj temeljijo v sami glasbi – španski ritmi in ciganska melodika zarišejo močno lokalno barvo, okolje, iz katerega Carmen izhaja in mu ne more ubežati, saj povsem določa njen značaj in ravnanje. Carmen je ob premieri marca 1875 v Parizu prejela ravnodušne in hladne odzive. Mnogi so se tedaj jezili zaradi strastnosti prizorov, ki so veljali za drzne, drugi so spet menili, da je glasba prezahtevna. Ne glede na to so opero še istega leta do skladateljeve smrti uprizorili kar triintridesetkrat. Postala je ena najbolj priljubljenih oper, kar jih je bilo kdaj napisanih. Bizet je umrl le tri mesece po premieri.

### Druge opere (izbor)
- Lovci biserov oz. Iskalci biserov (1863)
- Ivan IV (1865)
- Deklica iz Pertha (1867)
- Djamileh (1872)